# The Macra Terror
A The Macra Terror a Doctor Who harmincnegyedik része, amit 1967. március 11. és április 1. között sugároztak négy epizódban. Ebben a részben már új főcímet kapott a sorozat (amiben már az akkori Doktor arcát mutatják), valamint először megjelennek a Macrák, akiknek az ősi változatával lehetett találkozni az új sorozat harmadik évadjában.

## Történet
A Doktor és társai a Föld egy jövőbeli gyarmatbolygójára mennek. Látszólag mindenki boldogan él, de hamar kiderül, hogy ez csak látszat: hatalmas rákszerű lények, a makrák agymosásának hatására a telepesek gázkitermeléssel foglalkoznak. Ez a gáz a makráknak létszükséglet, a telepeseknek halálos.

### Folytonosság
A Macrák a sorozatban 40 évvel később ismét megjelentek a Közlekedési dugó című epizódba, ahol időnként túl mélyenhaladó járműveket kapnak el.

## Epizódok listája
| Epizód száma | Bemutató napja    | Hossza | Nézők száma (millió) | Formátum                     |
| ------------ | ----------------- | ------ | -------------------- | ---------------------------- |
| 1            | 1967. március 11. | 22:58  | 8                    | Csak képek és/vagy töredékek |
| 2            | 1967. március 18. | 23:21  | 7,9                  | Csak képek és/vagy töredékek |
| 3            | 1967. március 25. | 23:24  | 8,5                  | Csak képek és/vagy töredékek |
| 4            | 1967. április 1.  | 24:41  | 8,4                  | Csak képek és/vagy töredékek |

## Könyvkiadás
A könyvváltozatát 1987 júliusában adták ki.

## Otthoni kiadás
DVD-n a megmaradt jeleneteket 2004 novemberében adták ki a Lost in Time dobozban.

### Fordítás
- Ez a szócikk részben vagy egészben  a   The Macra Terror című angol Wikipédia-szócikk fordításán alapul.  Az eredeti cikk szerkesztőit annak laptörténete sorolja fel. Ez a jelzés csupán a megfogalmazás eredetét és a szerzői jogokat jelzi, nem szolgál a cikkben szereplő információk forrásmegjelöléseként.